# Malcolm Baldrige National Quality Award

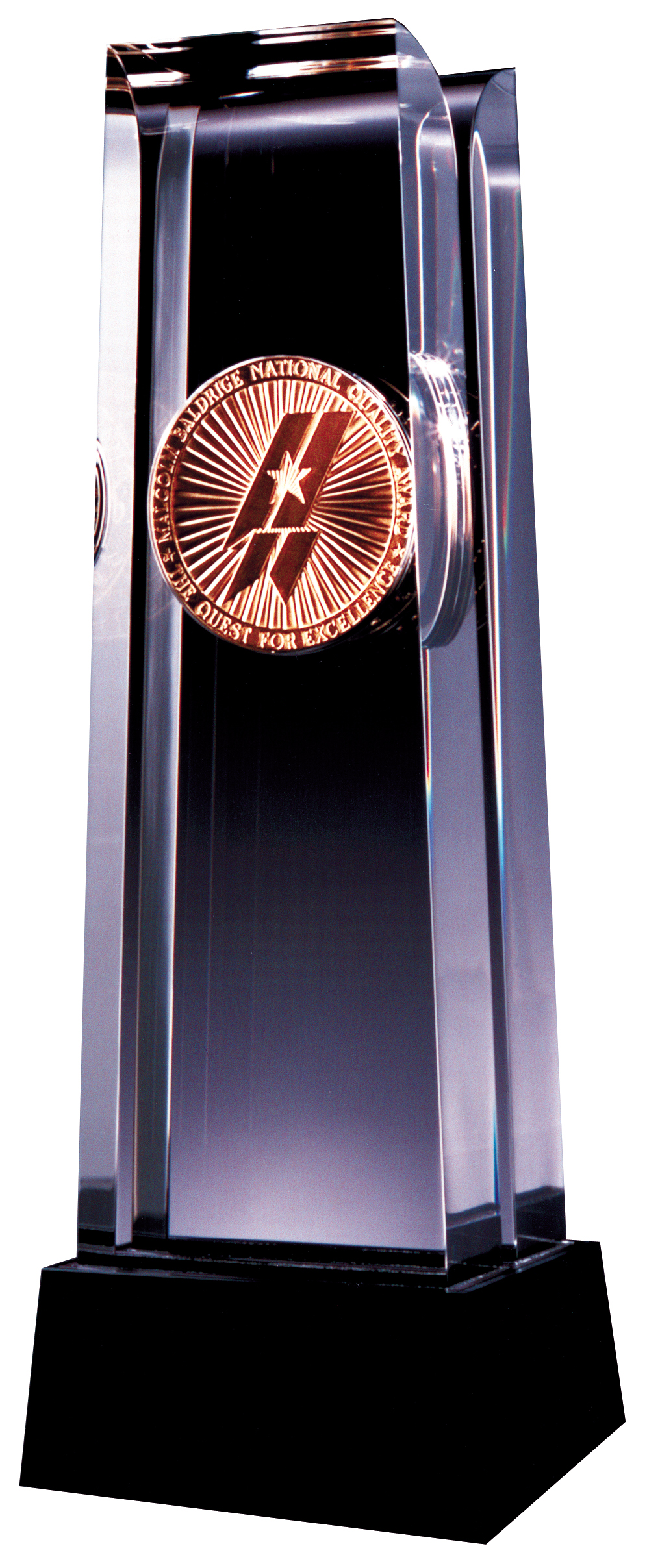
Malcolm Baldrige National Quality Award

Der Malcolm Baldrige National Quality Award (MBNQA) ist ein 1987 per Gesetz durch den amerikanischen Kongress eingeführter nationaler Qualitätspreis. Seinen Namen erhielt er nach dem 1987 verstorbenen US-amerikanischen Handelsminister Malcolm Baldrige. Der Preis hat unter den weltweit existierenden Qualitätsauszeichnungen einen sehr hohen Stellenwert und wird vom amerikanischen Präsidenten verliehen.

## Zyklus
Der Preis wird jährlich in folgenden drei Kategorien an US-Unternehmen verliehen.
- Produzierende Unternehmen
- Dienstleistungsunternehmen
- Kleine und mittlere Unternehmen (unter 500 Mitarbeiter)

## Schwerpunkte
Hervorragende Elemente des MBNQA sind die Kundenzufriedenheit und Benchmarking, mit dem die Konkurrenzfähigkeit des Unternehmens herausgehoben wird. Des Weiteren spielen Führung, strategische Planung, Prozessmanagement und Geschäftsresultate eine entscheidende Rolle.